# Grup de treball de la Unió Astronòmica internacional per als noms d’estrelles
El Grup de treball de la Unió Astronòmica Internacional per al nom d'estrelles (IAU Working Group on Star Names, WGSN) es va crear el maig de 2016, per la Unió Astronòmica Internacional, per catalogar i estandarditzar els noms propis de les estrelles per a la comunitat astronòmica internacional. És un grup d'astrònoms experts en astronomia estel·lar, història de l'astronomia i cultura astronòmica que té la responsabilitat de catalogar i normalitzar el nom propi dels nous estels i asteroides per a la UAI.
La UAI afirma que vol fer una distinció entre els termes nom i designació. Per a la UAI, el nom fa referència al terme (generalment col·loquial) que s'utilitza per a una estrella en la conversa quotidiana, mentre que la designació és únicament alfanumèrica i s'utilitza quasi exclusivament en catàlegs oficials i en astronomia professional. (El WGSN assenyala que les designacions transliterades de Bayer (per exemple, Tau Ceti) es consideren un cas històric especial i es tracten com a designacions.)